# Jean Tigana
Jean Amadou Tigana (* 23. Juni 1955 in Bamako, Französisch-Sudan, heute Mali) ist ein ehemaliger französischer Fußballspieler und heutiger -trainer. Zuletzt war er Trainer von Shanghai Shenhua.
Seine erfolgreichste Zeit als Spieler erlebte Tigana bei Girondins Bordeaux und Anfang der 1980er Jahre mit der französischen Nationalmannschaft. Der technisch außerordentlich beschlagene und laufstarke Mittelfeldspieler wurde als „Mann mit den drei Lungen“ bezeichnet.

## Vereinskarriere
Seit seinem dritten Lebensjahr aufgewachsen in Marseille, begann er seine Spielerlaufbahn bei dem Amateurverein Club des Caillols (wo später auch Éric Cantona das Fußballspielen erlernte); mit 20 erhielt er seinen ersten Profivertrag beim SC Toulon (1975–1978). Von dort holte ihn Aimé Jacquet zu Olympique Lyon, wo Tigana bis 1981 spielte. Seine erfolgreichste Zeit verbrachte er anschließend bei Girondins Bordeaux (bis 1989). Für die letzte Station seiner Karriere spielte er noch zwei Jahre bei Olympique Marseille. Dort beendete er 1991, kurz vor seinem 36. Geburtstag, seine Karriere.
Dieser fußballbegeisterte und talentierte Tigana arbeitete als Jugendlicher zunächst als Briefträger und in einer Nudelfabrik. Mit 20 Jahren unterschrieb er einen Amateurvertrag beim SC Toulon in Frankreichs zweiter Liga. Dabei war Tigana mit seiner eigenen Leistung meist unzufrieden und erwog, den Sport aufzugeben. In dieser Phase entdeckte ihn Aimé Jacquet, Trainer des Erstdivisionärs Olympique Lyon und holte Tigana zu diesem Verein. Der technisch hoch versierte Mittelfeldspieler erlebte in Lyon einen großen sportlichen Aufschwung, an den er selbst nicht mehr geglaubt hatte. Bald war er Leistungsträger der Mannschaft. Als im Sommer 1981 Trainer und Förderer Jacquet als Trainer von Girondins Bordeaux verpflichtet wurde, folgte ihm Tigana direkt nach und wechselte ebenfalls zu dem Erstligisten.
Jacquet formte Bordeaux zu einer der besten Vereinsmannschaften im französischen Fußball. Mit Spielern wie Alain Giresse, Patrick Battiston, Bernard Lacombe und Gernot Rohr gewann Tigana mehrere Titel: dreimal französischer Meister (1984, 1985, 1987) und zweimal Pokalsieger (1986 und 1987). Ein besonders gutes Spielverständnis hatte Tigana mit Alain Giresse und bildete mit ihm die Mittelfeldachse der Mannschaft. Der laufstarke Tigana gehörte zu den effektivsten Spielern seines Teams, da er sich auch ohne Ball hervorragend bewegte und meist mehrere gegnerische Spieler auf sich zog. Tigana spielte sehr effektiv im defensiven Mittelfeld und sicherte die Angriffsaktionen der eigenen Mannschaft nach hinten ab; auch dem Angriffsspiel gab er entscheidende Impulse.
1989 wechselte Tigana zu Olympique Marseille. Mit Mitte Dreißig war Tigana auch hier Stammspieler und gewann zwei weitere Meisterschaften (1990 und 1991), bevor er im Sommer 1991 mit 36 Jahren seine Laufbahn beendete. Kurz zuvor unterlag er mit Marseille im Finale des Europapokals der Landesmeister gegen Roter Stern Belgrad nach Elfmeterschießen.

## Karriere in der Nationalmannschaft
Im Alter von knapp 25 Jahren gab Tigana sein Debüt in der französischen Nationalmannschaft.
1982 nominierte ihn Nationaltrainer Michel Hidalgo für das Aufgebot der WM in Spanien. Zunächst war er nur als Ersatzmann vorgesehen, doch erspielte er sich im Laufe des Turniers einen Stammplatz. Im Spiel gegen Österreich (1:0) spielte er eine sehr gute Partie, dabei vertrat er den verletzten Superstar Michel Platini. Im Halbfinale traf er auf Deutschland und verlor in einer dramatischen Partie im Elfmeterschießen (4:5) das Spiel (Nacht von Sevilla). In der dann ausgetragenen Partie um Platz drei unterlag Tigana mit seiner Mannschaft gegen Polen.
Zwei Jahre später wurde die französische Nationalmannschaft les Bleus im eigenen Land Europameister. Überragender Akteur war dabei Michel Platini, der neun der 14 Tore Frankreichs erzielte. Auch stach die Mittelfeldachse um Platini, Alain Giresse, Luis Fernández und Tigana (das „magische Viereck“) hervor. Tigana war mit einer hohen Laufbereitschaft stärker als zuvor in die Defensive eingebunden, damit die Offensivspieler Giresse und Platini ihre Stärken ausspielen konnten. Danach wurde zu Frankreichs Fußballer des Jahres gewählt. Bei der Wahl zu Europas Fußballer des Jahres belegte er hinter Landsmann Platini den Zweiten Platz.
Bei seiner zweiten WM (Mexiko 1986) trat Tigana – wie die französische Presse feststellte – endgültig „aus dem Schatten Platinis“ heraus. Im Gruppenspiel gegen Ungarn (3:0) erzielte Tigana seinen ersten und einzigen Treffer im Nationaltrikot (im 42. Länderspiel). Tigana spielte ein gutes Turnier und avancierte zum überragenden Spieler seiner Mannschaft. Im Halbfinale traf er wie vier Jahre zuvor auf Deutschland. Die Partie wurde mit 0:2 verloren. Nach dem Sieg über Belgien (4:2 n. V.) im Spiel um Platz drei wollte Tigana zunächst seine Karriere in der Équipe Tricolore beenden, spielte aber noch ein Jahr für die Auswahl bis zum Juni 1987. Er konzentrierte sich fortan auf seine Vereinskarriere.

## Karriere als Trainer
Ab 1993 trainierte Tigana für zwei Jahre die erste Mannschaft von Olympique Lyon. Damit arbeitete er bei dem Team, bei dem er den Durchbruch als Fußballprofi geschafft hatte.
1995 übernahm er den AS Monaco und wurde 1997 mit der Mannschaft französischer Meister, mit Spielern wie David Trezeguet, Thierry Henry und Fabien Barthez, die 1998 Weltmeister wurden. Tigana wurde zum „Trainer des Jahres“ gewählt. In der Champions League scheiterte man im Halbfinale an Juventus Turin. 1999 trat er bei den Monegassen zurück.
15 Monate später nahm er ein Angebot des zweitklassigen Londoner Clubs FC Fulham an, der von Harrods-Besitzer Mohamed Al-Fayed finanziert wurde. Im ersten Jahr gelang es Tigana, den Club in die Premier League zu führen; in den folgenden Jahren konnte er die hohen Erwartungen des Clubbesitzers nicht erfüllen. Im April 2003 wurde er von Al-Fayed entlassen.
Ab der Saison 2005/06 war Tigana Trainer beim vielfachen türkischen Meister Beşiktaş Istanbul. Mit Beşiktaş gewann er 2006 den Türkischen Pokal, den Türkischen Superpokal und wurde Tabellendritter in der ersten Liga. In der Saison 2006/2007 wurde er zwei Spieltage vor dem Saisonende freigestellt. Er wurde zuvor mit der Mannschaft, die in der Tabelle auf Rang zwei Stand, Pokalsieger.
Zur Saison 2010/11 wurde Tigana neuer Trainer bei Girondins Bordeaux. Am 7. Mai 2011 trat er nach einer 0:4-Niederlage gegen den FC Sochaux zurück, weil seine 16 Jahre alte Tochter zum wiederholten Male von den eigenen Fans beleidigt wurde.
2012 unterschrieb Tigana in China beim Shanghai Shenhua, wo er nach 5 Spielen, in denen er 5 Punkte holte, wieder entlassen wurde.

## Erfolge
- Französischer Meister: 1984, 1985, 1987, 1990, 1991
- Französischer Pokalsieger: 1986, 1987
- EM: Sieger 1984
- WM: Vierter 1982, Dritter 1986
- Frankreichs Fußballer des Jahres: 1984
- Europas Fußballer des Jahres: Zweiter 1984

Als Trainer
- Französischer Meister: 1997
- „Frankreichs Trainer des Jahres“: 1997
- Türkischer Pokal: 2006
- Türkischer Supercup: 2006